# Nicolaus Turau
Nicolaus Turau, Nickolaus Turau  – mistrz gdańskiego cechu bursztynników, aktywny w Gdańsku w II poł. XVII w.
Tworzył w Gdańsku w okresie od 1652 do 1677. Do dziś zachowała się wykonana z bursztynu rzeźbiona rama lustra w muzeum na zamku Köpenick w Berlinie. Ponadto we współpracy z innym gdańskim bursztynnikiem, Christopherem Maucherem, wykonał w 1677 r. dla cesarza Leopolda I Habsburga tron z bursztynu, z którego przetrwało do współczesności 10 fragmentów (w tym kartusz i trzy plakietki autorstwa Turaua). Na obu tych zabytkach zachowały się sygnatury mistrza.  